# Matteüspassie

Titelpagina van de Matthäus-Passion van Johann Sebastian Bach

Een Matteüspassie is passiemuziek, een oratorium op basis van de Bijbeltekst over de passie (het lijdensverhaal) van Jezus Christus in het Evangelie volgens Matteüs, hoofdstukken 26 en 27.

## Versies
Er zijn vele Mattheüspassies gecomponeerd naar dit evangelie, waarvan de versie van Johann Sebastian Bach, de Matthäus-Passion (BWV 244), de meeste bekendheid geniet.
Verder hebben de volgende componisten een Matteüspassie geschreven:
- Jacob Obrecht (1471)
- Orlando di Lasso (1575)
- Tomás Luis de Victoria (1585)
- Johann Sebastiani (voor 1663)
- Heinrich Schütz (1666), zie Matthäus-Passion (Schütz)
- Georg Philipp Telemann (1730, 1734, 1738, 1742, 1746, 1750, Danziger Passion 1754, 1758, 1762, 1766)[1]
- Carl Philipp Emanuel Bach (1769, 1773, 1777, 1781, 1785, 1789)[2]
- Ernst Pepping (1950)
- Karl Michael Komma (Matthäus-Passion für Chor a cappella 1965)
- Tan Dun (Water Passion 1999/2000)
- Hilarion Alfejev (2006)
- Boudewijn Tarenskeen (2009)

De Amerikaanse danser en choreograaf John Neumeier maakte bovendien een ballet op Bachs Matthäus-Passion (1981).
De Nederlandse contrabassist en componist Egon Kracht maakte in 2002 een instrumentale versie van Bachs Matthäus-Passion en de eveneens Nederlandse zanger, componist en tekstdichter Jan Rot maakte een "hertaling" van Bachs passie (2006).
In 2009 werd de Mattheus Passie, voor 19 zangers van Boudewijn Tarenskeen gelauwerd met de Matthijs Vermeulenprijs.
In 1949 was onder regie van de Oostenrijkse filmregisseur Ernst Marischka al een Matteüspassie als film verschenen onder de titel Passione secondo S. Matteo, met in de hoofdrollen onder anderen Elisabeth Schwarzkopf (sopraan) en met medewerking van Herbert von Karajan.